# Internet Speculative Fiction Database
The Internet Speculative Fiction Database (ISFDB) este o bază de date de informații bibliografice despre science-fiction și genuri conexe, cum ar fi fantezie  și horror. ISFDB este un efort pe bază de voluntariat bazat pe contribuții wiki de editare și de utilizare. Baza de date ISFDB și codul sunt disponibile sub licență Creative Commons și există suport Wikipedia și ISFDB pentru interconectare. Datele sunt reutilizate de către alte organizații, cum ar fi Freebase, sub licență Creative Commons. În timp ce ISFDB este în primul rând o bază de date bibliografice, ea conține și date biografice pentru cărți, autori, serii și ediții care nu îndeplinesc standardele Wikipedia privind notabilitatea. 

## Vezi și
- FantLab